# NGC 5946
NGC 5946 = IC 4550 ist ein Kugelsternhaufen vom Typ IX im Sternbild Winkelmaß (Norma) am Südsternhimmel. 
Entdeckt wurde das Objekt am 8. Mai 1826 von James Dunlop (als NGC aufgeführt) und am 24. Mai 1898 von Lewis Swift (als IC gelistet).